# Västerdalarnas domsaga
Västerdalarnas domsaga var en domsaga i Kopparbergs län. Den bildades 1687 där en del överfördes 1799 till Kopparbergslagen och Näsgårds läns domsaga. Domsagan upplöstes 1902 då den delades i två: Nås och Malungs domsaga och Smedjebackens domsaga.
Domsagan lydde under Svea hovrätt. Fem tingslag lydde under domsagan.

## Tingslag
- Grangärde tingslag
- Malungs tingslag
- Norrbärke tingslag
- Nås tingslag
- Söderbärke tingslag

samt före 1799
- Folkare tingslag
- Säters tingslag
- Husby tingslag
- Hedemora tingslag

## Häradshövdingar
- 1682–1694 Johan Eriksson Norlind
- 1694–1696 Johan Gyllenadler
- 1696–1720 Jonas Boëtius Lindebom
- 1720–1743 Reinhold Rücker
- 1744–1761 Magnus Johan Lundh
- 1761–1787 Erik Brandberg
- 1787–1795 Erik Hartzell
- 1795–1798 Henrik Vilhelm Brandberg
- 1800–1815 Erik Vilhelm Kihlman
- 1815–1841 Lars Alin
- 1843–1861 Lars Molin
- 1862–1900 Emil Viktor Rudolf Leopold Königsfelt